# Eshetu Tura
Eshetu Tura, né le 19 janvier 1950, est un ancien coureur éthiopien de fond. Il a remporté la médaille de bronze sur 3 000 m steeple aux Jeux olympiques d'été de Moscou.

## Palmarès

### Jeux olympiques
- Jeux olympiques d'été de 1980 à Moscou ( Union soviétique)
  -  Médaille de bronze sur 3 000 m steeple